# Villa Ronconi
Villa Ronconi è un edificio ad uso residenziale realizzato dall'architetto Saverio Busiri Vici, situata a Roma nel quartiere Casal Palocco.

## Storia
La villa, costruita nei primi Anni Settanta, realizzata secondo lo stile architettonico del brutalismo negli anni 2016-2018 viene sottoposta ad una radicale ristrutturazione che ne cambia completamente l'aspetto.

## Nella cultura di massa
La villa è visibile nella sua configurazione originaria nel film Tenebre di Dario Argento.